# Eckerö
Eckerö is een eiland en een gelijknamige gemeente van de autonome Finse eilandengroep Åland, gelegen in de Oostzee.
Eckerö is meest westelijk gelegen gemeente van Åland, hoewel het aller-westelijkste stukje Åland, gelegen op het rotseilandje Märket, tot de buurgemeente Hammarland behoort. (Märket is overigens voor de helft Zweeds grondgebied.) Tot de gemeente behoort een aantal scheren en eilanden, alsmede een bewoond schiereiland dat tot de Middeleeuwen uit drie aparte eilanden bestond maar die door de postglaciale opheffing inmiddels aaneengegroeid zijn.
Eckerö is door middel van een korte brug verbonden met Hammarland, op het Ålandse hoofdeiland.
Het oppervlak van de gemeente is 753 km², waarvan 107,72 km² land; de overige oppervlakte is zee.
De gemeente omvat de dorpjes en buurtschappen Storby (de hoofdplaats), Hummelvik, Marby, Överby, Kyrkoby, Torp, Eckerö, Björnhuvud, Skeppsvik, Söderlund en Skag.
de gemeente heeft 939 inwoners (2022). De officiële voertaal, die door 95% van de inwoners gesproken wordt, is - zoals op heel Åland - Zweeds.

## Geschiedenis
De oudste vermelding van deze gemeente is uit 1320, toen het als Ækro werd beschreven; De eerste lettergreep van de naam komt van het Zweedse 'åker' (akker); ö is Zweeds voor eiland. De naam betekent dus 'akkereiland'.
Zoals Vårdö aan de oostzijde van het hoofdeiland van Åland, was Eckerö aan de westzijde een belangrijke doorgangsplek voor de postroute tussen Zweden (Grisslehamn) en Finland (Turku). Daarvan getuigt nog steeds het door Carl Ludvig Engel in 1828 ontworpen Post- en tolhuis aan de haven Berghamn, van waaruit postboten (aanvankelijk open roeiboten, later zeilboten) naar Zweden vertrokken. De postboot in het wapen van de gemeente herinnert hier nog aan.

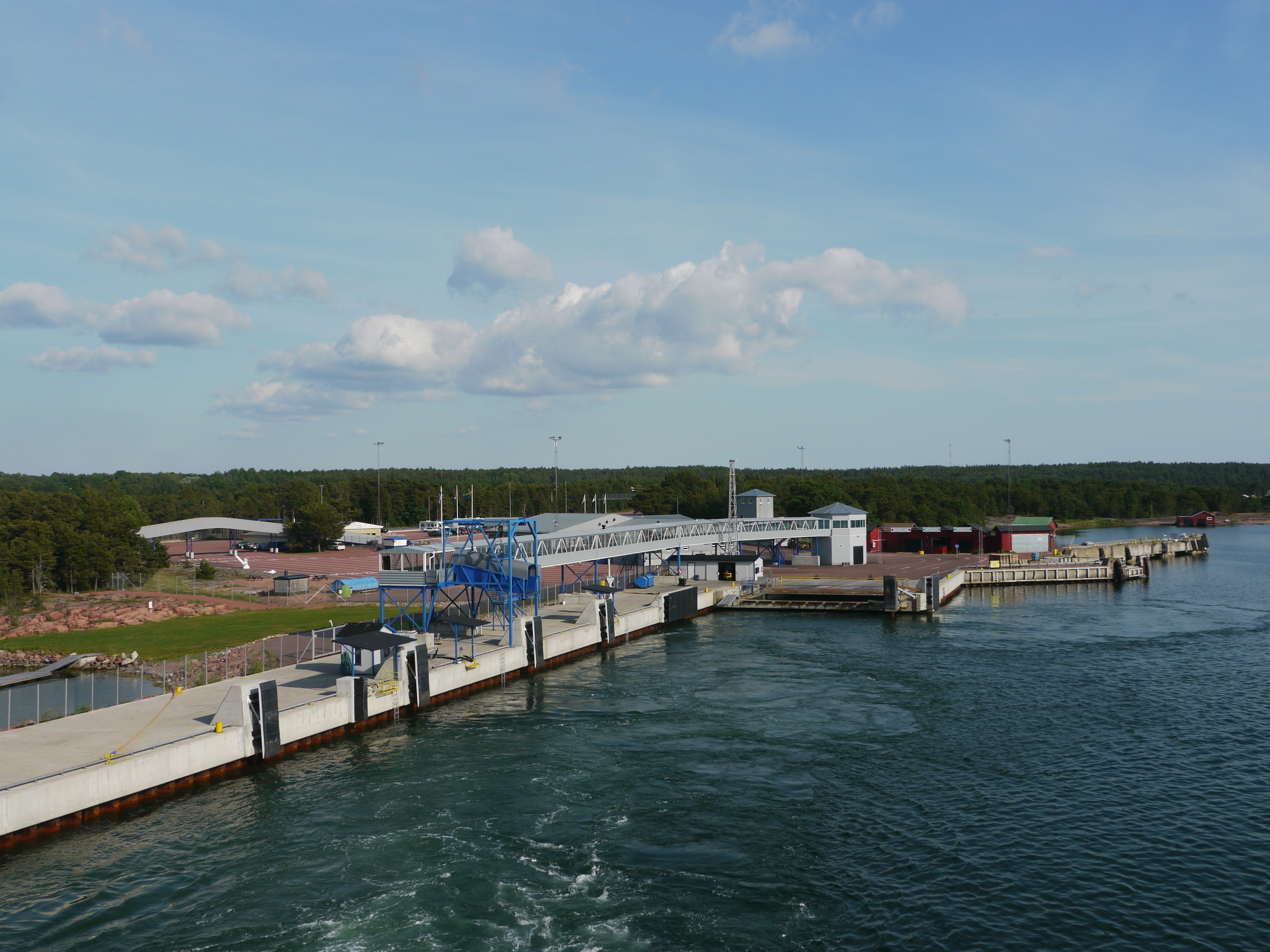
de veerhaven van Berghamn, waar de veerboot van Eckerö Linjen naar Zweden vertrekt

## Infrastructuur
De afstand tot de hoofdstad van Åland, Mariehamn, over verschillende landtongen en een brugverbinding, is 35 kilometer.
De rederij Eckerö Linjen (niet te verwarren met Eckerö Line) onderhoudt een veerverbinding van Berghamn naar Grisslehamn in Zweden. Het veer vaart dagelijks meerdere malen en de overtocht duurt een kleine 2 uur, waarbij wel een tijdzonegrens wordt overschreden: schijnbaar duurt de reis naar Grisslehamn dus maar één uur en de reis naar Eckerö drie uur.

## Bezienswaardigheden, sport en toerisme

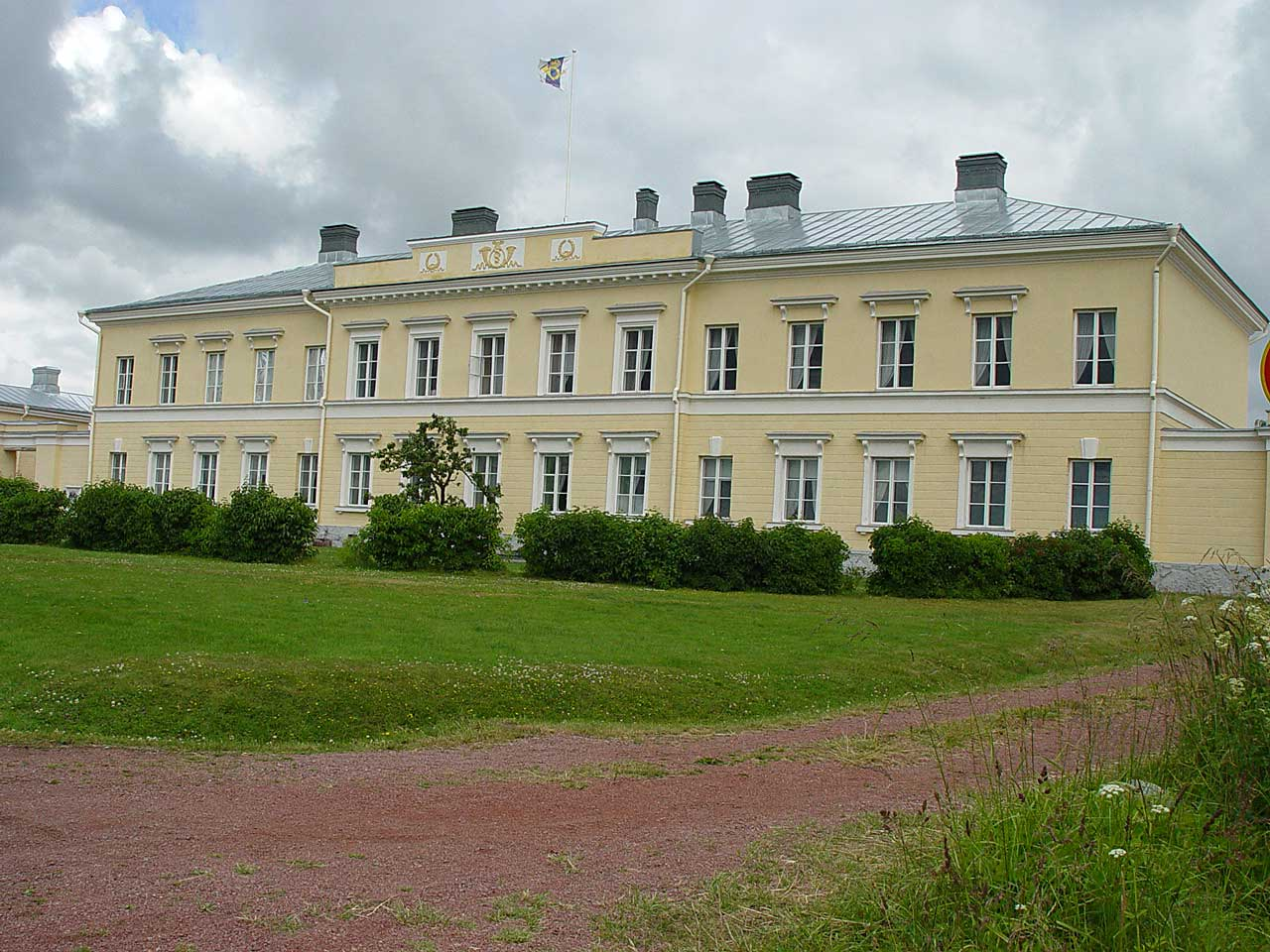
Het Post- en tolhuis.

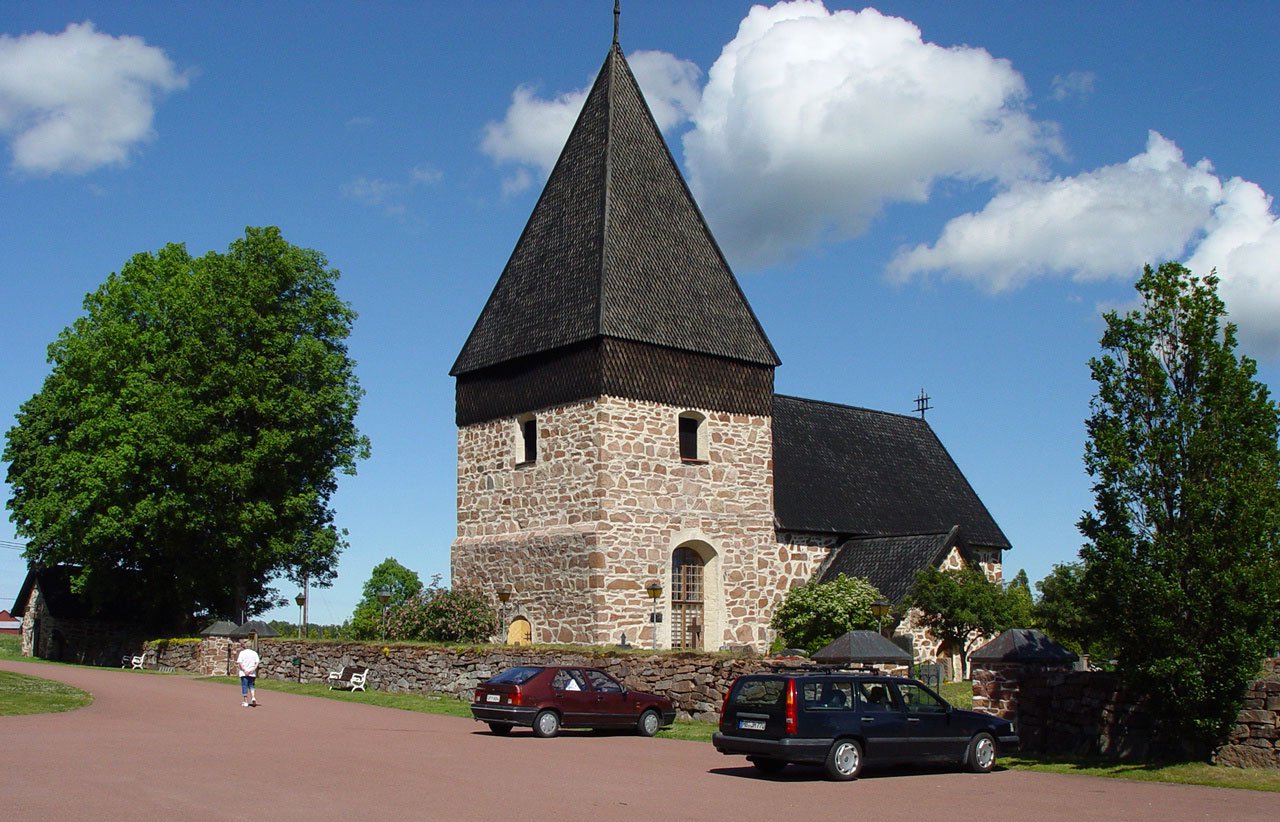
De kerk van Eckerö

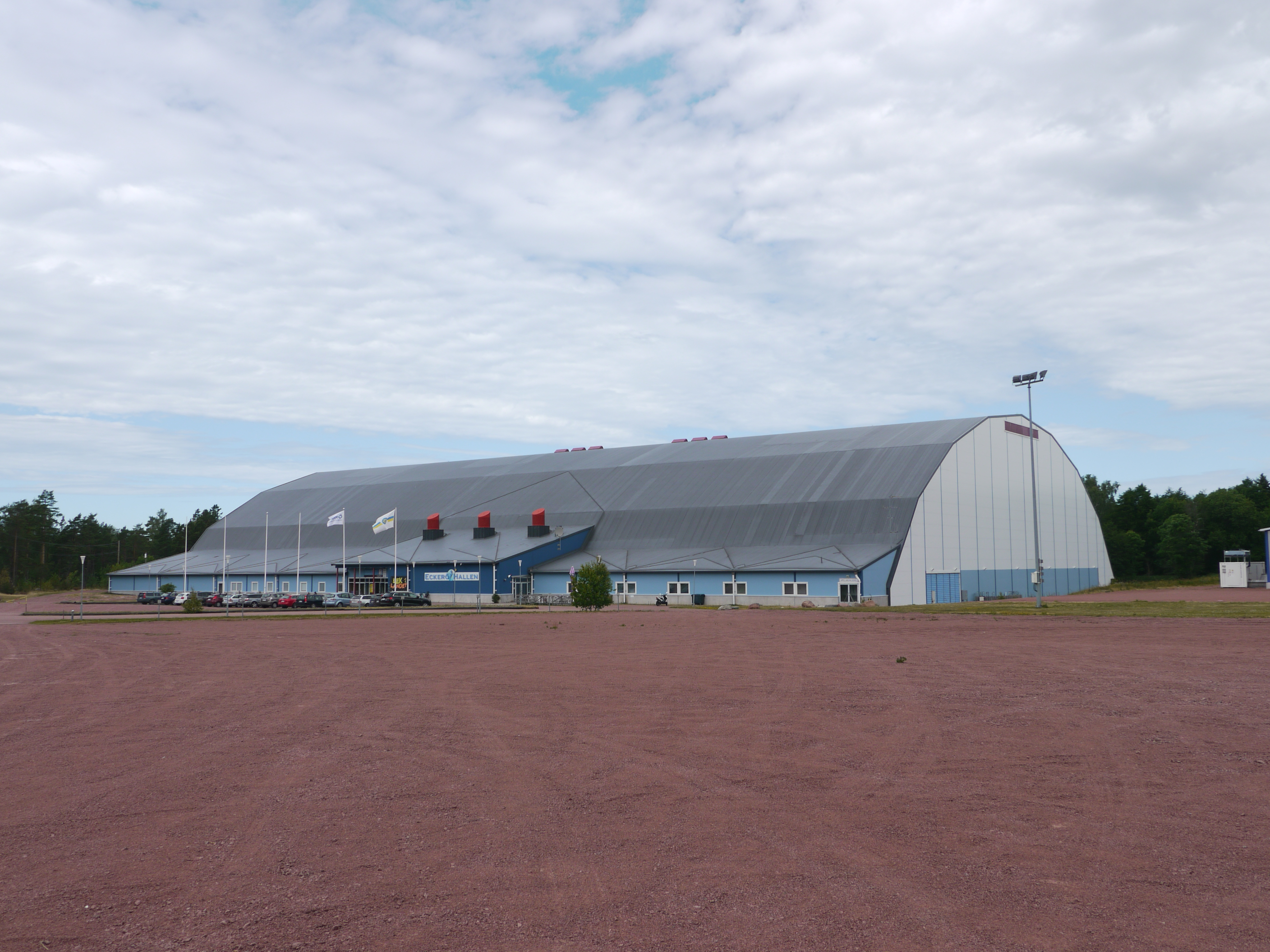
De Eckeröhal

Eckerö beschikt over toeristische voorzieningen met restaurants, hotels, pensions, campings, cafés, vakantieparken en overnachtingshutten. Eckerö is bekend als een toeristische gemeente voor gezinnen.
- Er zijn enkele zandstranden, o.a. in de omgeving van Degersand met het enige duingebied van Åland.
- Postroutemuseum: In vorige eeuwen werd post tussen Zweden en Finland per roeiboot vanuit Grisslehamn naar Åland gebracht, van daaruit over het hoofdeiland en dan weer met bootjes naar Finland. Dit was een zeer gevaarlijke overtocht die vele slachtoffers heeft geëist. Er was een douane omdat dit in de Russische tijd een grensplaats was van het Russische rijk. (Het hele museum beslaat overigens maar één klein kamertje in een bijgebouw van het post-, douane- en tolgebouw op de foto hiernaast.)
- Jacht- en visserijmuseum in Käringsund.
- Labbas hembygdsgård (openluchtmuseum): Hier stond in de 18e eeuw een semafoor waarmee, via een tussenpost op het eilandje Signilskär, berichten naar Zweden konden worden geseind. Op het terrein van dit museum is ook een bankmuseum.
- De meiboom in Storby - een oeroude Zweedse traditie - behoort tot de grootsten ter wereld: Er zijn wel dertig mensen nodig om hem op te richten.
- Eckerö heeft een 18 holes golfbaan en er is een mogelijkheid voor het spelen van midgetgolf en petanque. Ook zijn er kano's en fietsen te huur en er zijn verschillende gemarkeerde wandelroutes. In de gemeente staat ook een van grootste atletiekhallen van Noord-Europa, de Eckeröhal (122x93m).
- De stenen kerk in Kyrkoby dateert uit het begin van de 14e eeuw; de kleine kerkklok is de oudste van Finland.